# Guillaume de Lamboy
Guillaume de Lamboy, také Willem III. van Lamboy, baron z Cortesheimu, v českých zdrojích též Vilém Lamboy (asi 1590 Flandry – 12. prosinec 1659 zámek Dymokury) byl nizozemský šlechtic španělského původu, který se proslavil jako generál za třicetileté války ve službách Svaté říše římské. Dosáhl hodnosti polního maršála (1645) a v roce 1649 byl povýšen do stavu říšských hrabat. Během konfiskací po zavražděném Albrechtu z Valdštejna získal značný majetek v Čechách (Hostinné).

## Kariéra

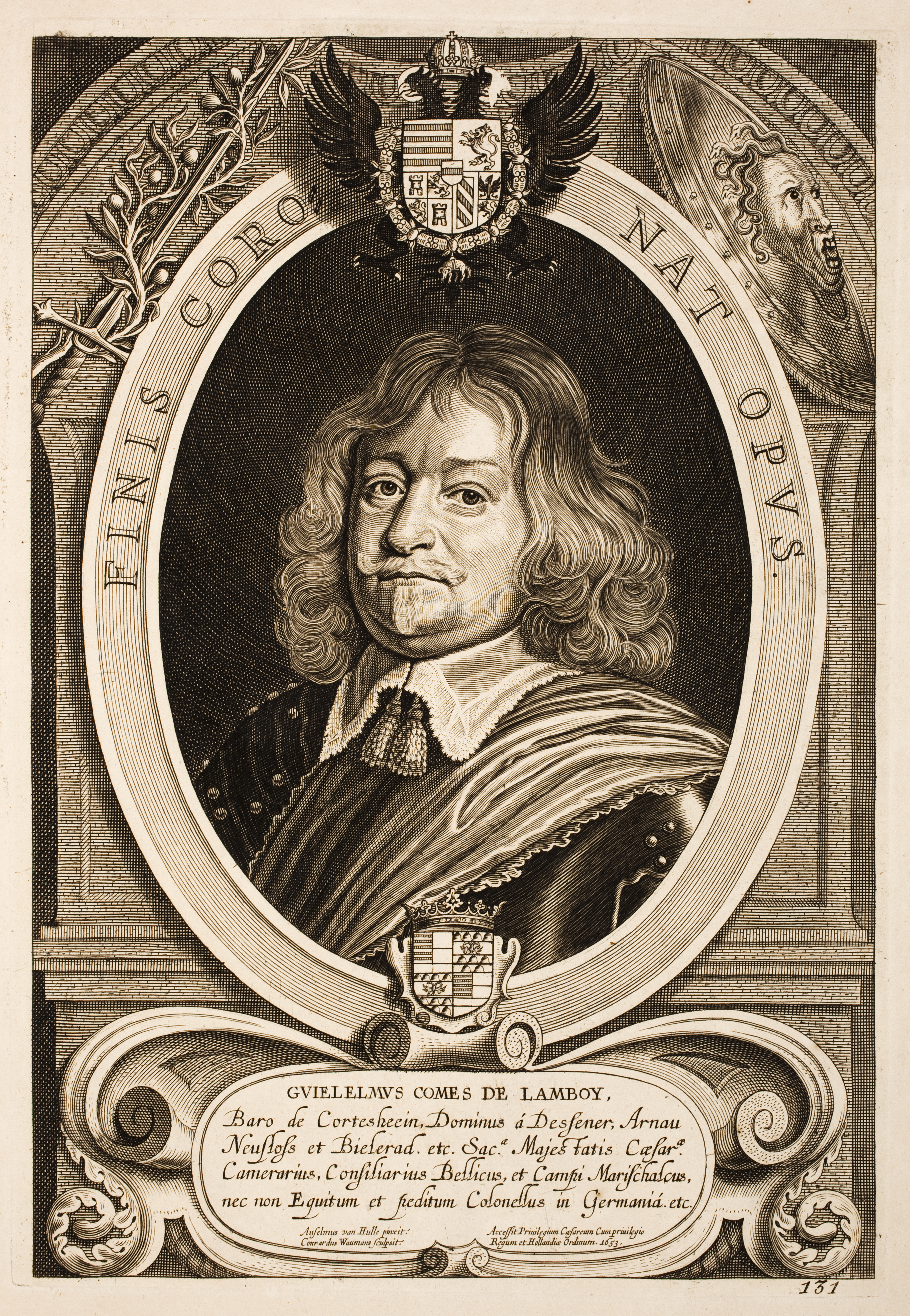
Hrabě Vilém Lamboy

Pocházel z nizozemské šlechtické rodiny, po otci z Cortessemu v provincii Limburk (dnešní Belgie). V 16. století byla země podle nadvlády Španělů nazývána Španělské Nizozemí. Byl synem Wilhelma Lamboye (†1636) a jeho manželky Marguerite de Méan. Vychován byl ve Francii, vojenskou kariéru zahájil na začátku třicetileté války, kdy dorazil do Německa a pod velením hraběte Karla Buquoye odešel bojovat. Od roku 1632 velel pluku arkebuzírů. Během bitvy u Lützenu 16. listopadu 1632 velel jízdnímu pluku, ale byl vážně zraněn a zajat Švédy. Po propuštění ze zajetí byl v roce 1634 povýšen do stavu svobodných pánů a profitoval na rozdělování konfiskovaného majetku zavražděného Albrechta z Valdštejna. V roce 1636–1639 byl velitelem valonského pluku a v roce 1636 se zúčastnil tažení maršála Matyáše Gallase do Francie. Téměř celý rok marně dobýval město Hanau. V roce 1642 se na žádost kolínského arcibiskupa ujal vedení armády ve Španělském Nizozemí, aby vyhnal francouzsko-hesenské vojsko, vedené Jeanem-Baptistem Budesem, hrabětem z Guébriantu. Dne 17. ledna byla Lamboyova armáda poražena u Kempenu. Lamboy byl zajat s 3000 muži, zatímco na 2800 jeho vojáků bylo zabito. V roce 1645 byl jmenován císařským polním maršálem a převzal vrchní velení ve Vestfálsku, velel v jedné z posledních bitev třicetileté války u Wevelinghovenu. V roce 1648 byl účastníkem jednání o Vestfálském míru a v roce 1649 získal titul hraběte. Poté se zdržoval na svých nabytých statcích v Čechách, ale vlivné postavení v císařské armádě si udržoval i v následujících letech. V roce 1657 byl na hranici s Bavorskem a Horní Falcí pověřen velením vojenského sboru, které mělo zajistit hladký průběh cesty Leopolda I. na volbu císaře do Frankfurtu.
Zemřel 12. prosince 1659 na zámku v Dymokurech. Pohřben byl v rodinné hrobce v kostele sv. Františka Serafínského v Hostinném, posléze začleněného do areálu kláštera františkánů.

## Majetek v Čechách

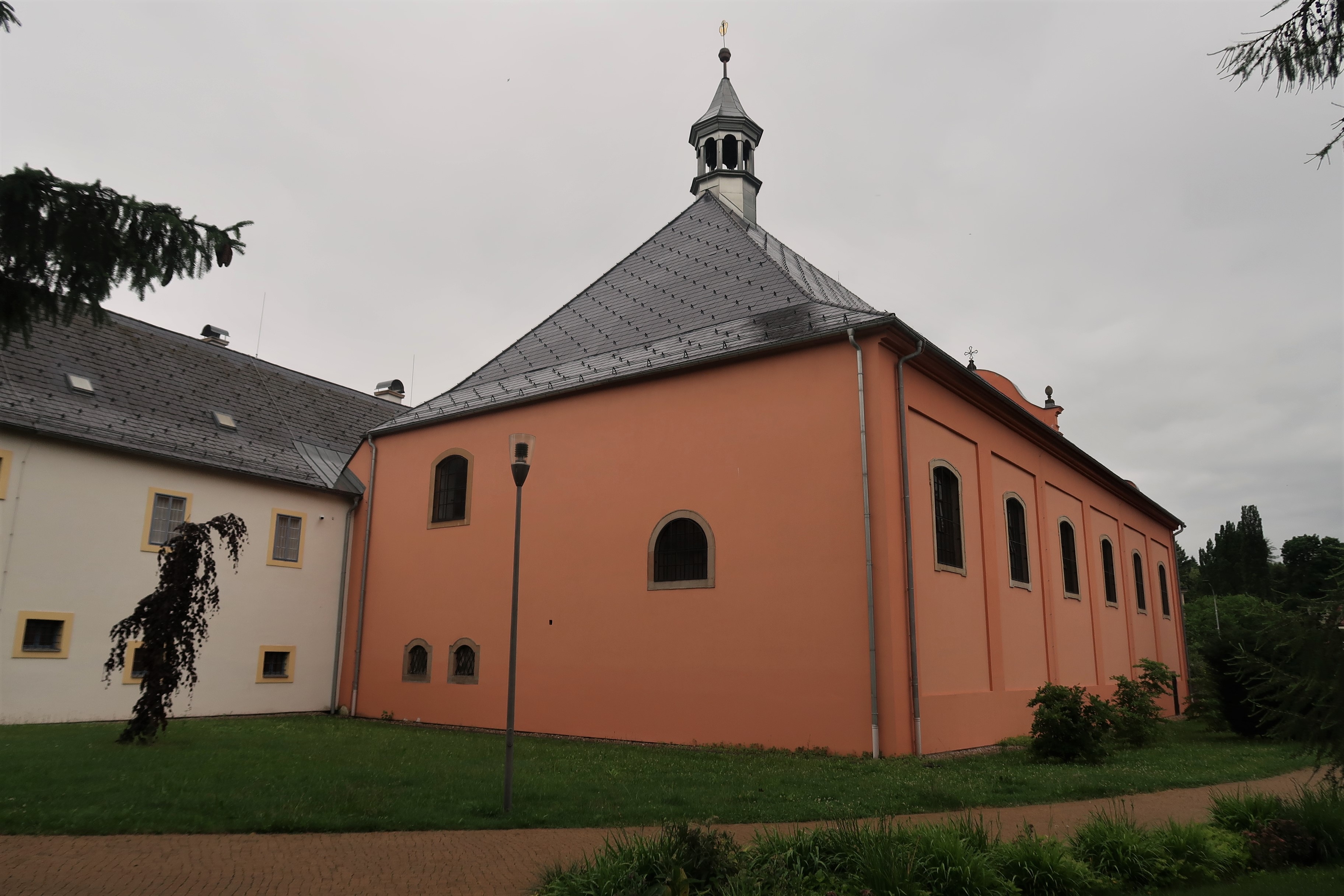
Klášterní kostel sv. Františka Serafínského v Hostinném s hrobkou Lamboyů

Jeho prvním majetkem v Čechách byl statek Nové Zámky s Olešnicí, které získal v roce 1633 jako léno Frýdlantského vévodství od Albrechta z Valdštejna. Po Valdštejnově smrti získal Nové Zámky do dědičného vlastnictví a v následném procesu konfiskace Valdštejnova majetku uplatnil Lamboy svůj nárok na podíl podložený vojenskými zásluhami. V souvislosti s tím obdržel také český inkolát. V roce 1637 získal od královské komory panství Hostinné s deseti vesnicemi a připojeným statkem Čistá. Z předepsané kupní ceny 78 766 zlatých mu bylo 60 000 odpuštěno za vojenské služby, zbytek měl doplatit kartuziánskému klášteru ve Valdicích. V Hostinném se Lamboy usadil po třicetileté válce v roce 1649 a hned nastolil přísnou rekatolizaci. V souvislosti s tím povolal do města jezuity (1649), plánovaná výstavba jezuitské rezidence se však protahovala především z finančních důvodů. Jezuité nakonec Hostinné opustili v roce 1666 a Vilémův nástupce Jan Lambert povolal do města františkány, kteří zde založili klášter. I když pro Hostinné získal od císaře Ferdinanda III. celkem třikrát potvrzení starších městských privilegií, vedl četné spory s měšťany, především v otázce jejich liknavého přístupu při prosazování rekatolizace. Kromě toho se řadu let soudil s rodem Valdštejnů o právo mýtného na mostech na Labi. Mimoto ještě vedl soudní spory s bývalými majiteli menších statků ještě před jejich začleněním do Frýdlantského vévodství.
Majetek ve východních Čechách rozšířil v roce 1643 přikoupením panství Bělohrad, které získal od císařského plukovníka Jindřicha ze St Julien. K panství Bělohrad patřilo deset vesnic. Dalším významným majetkem bylo panství Dymokury, které koupil v roce 1654. Jeho tehdejší majitelka hraběnka Františka Pálffyová, rozená Khuenová, žila v Uhrách jako manželka palatina Pavla IV. Pálffyho a o majetek zděděný po otci v Čechách neměla zájem. Dymokury s Městcem Králové, 31 vesnicemi, 13 hospodářskými dvory a rozsáhlou soustavou rybníků koupil Lamboy v roce 1654. V Dymokurech byla tvrz, která zřejmě zanikla během třicetileté války a Vilém Lamboy zde hned po získání panství nechal postavit přízemní barokní zámek. Ten se stal nakonec jeho trvalým sídlem a v prosinci 1659 zde zemřel. Původně byl pohřben v Hostinném v děkanském kostele Nejsvětější Trojice, v roce 1678 byly jeho ostatky přeneseny do nově zřízené hrobky ve františkánském kostele sv. Františka Serafínského. Svými mecenášskými aktivitami se Lamboy připojil k řadě vysloužilých vojevůdců, kteří za třicetileté války dosáhli rychlé kariéry v armádě i šlechtické hierarchii a pochybný zisk majetku v Čechách se snažili legitimovat okázalou podporou katolické církve.
Po otci byl také dědicem majetku v Nizozemí a v roce 1641 nechal přestavět zámek Dessener, v roce 1657 ale tyto statky prodal.

## Rodina

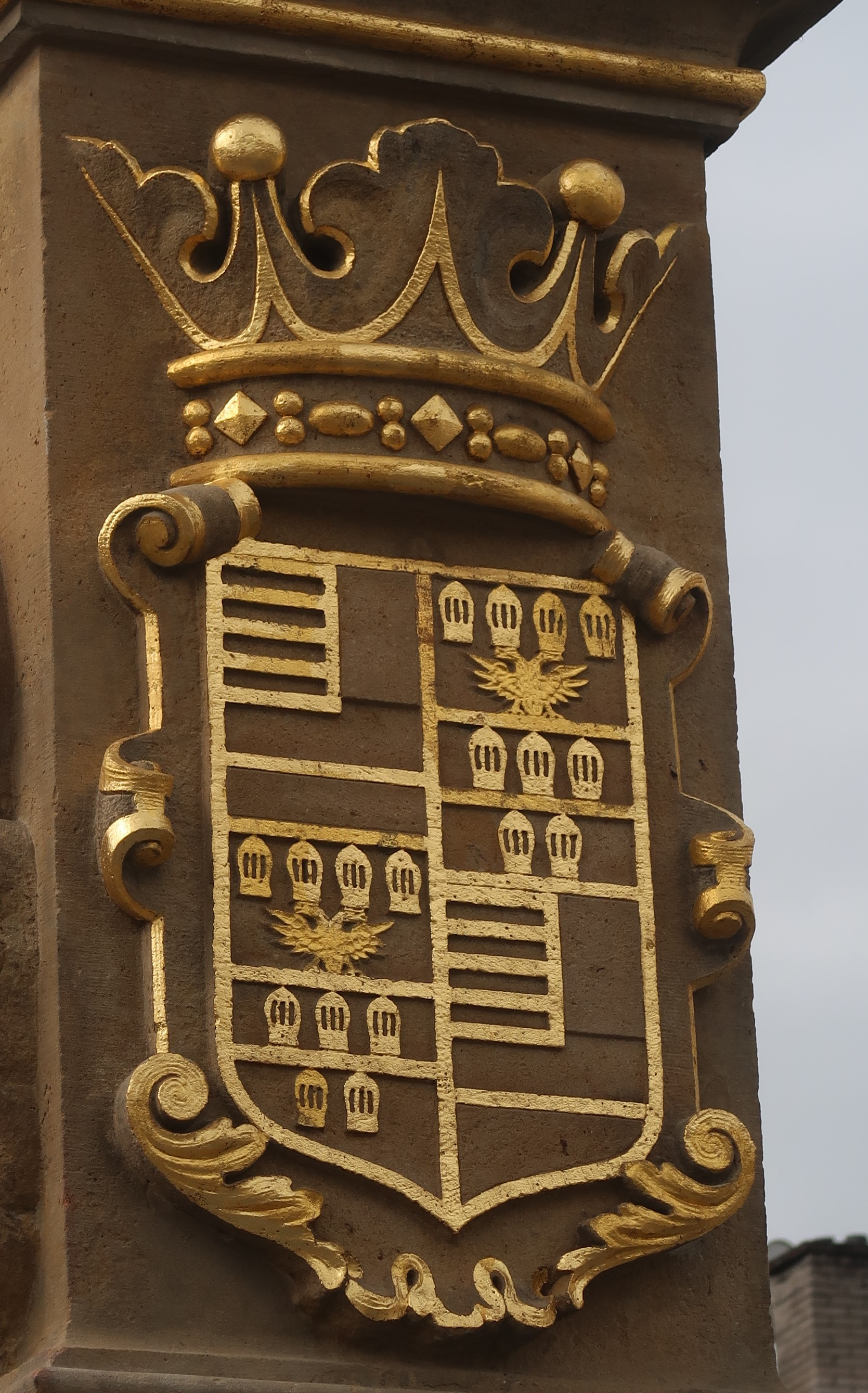
Erb rodu Lamboyů na podstavci mariánského sloupu na náměstí v Hostinném

V roce 1641 se oženil se Sibyllou von Boyneburg Bemmelburg, německou baronkou z Hohenbergu (†1687). Sibyla byla dcerou Johanna von Bemmelburg na Boyneburgu, Erolzheimu a Marktbissingenu, guvernéra Innsbrucku, a hraběnky Kateřiny z Montfortu. Sibyla jako hraběnka Lamboyová založila 10. října 1655 v Praze první klášter voršilek v habsburské monarchi, do kterého uvedla 7 sester z mateřského kláštera v Lutychu. V roce 1678 iniciovala výstavbu mariánského sloupu v Hostinném, což dokládá latinský nápis a erb Lamboyů. Alianční erb manželů Lamboy-Boyneburg se dochoval také nad vstupní branou zámku Dessener nedaleko Maastrichtu. V roce 1659 koupila Sibyla městské pozemky severně od Hostinného a založila zde hospodářský dvůr, který až do 19. století nesl její jméno (Sibilla Hof). Dvůr později zanikl, ale v severní části Hostinného zůstalo dodnes místní pojmenování Sibyla.
Vilém Lamboy měl s manželkou Sibylou šest dětí. Nejstarší dva potomci Marie a Vilém František zemřeli v dětství, z dalších dcer se jedna stala jeptiškou kláštera voršilek v Kolíně nad Rýnem. Dědicem majetku se stal syn Jan Lambert Antonín (1644–1669), který byl v době otcova úmrtí ještě nezletilý a poručnickou správu majetku vedla matka Sibyla. Dědictví převzal v roce 1664, stal se radou apelačního soudu a oženil se s hraběnkou Annou Marií Františkou z Martinic (1652–1694), dcerou nejvyššího hofmistra Českého království Maxmiliána Valentina z Martinic. Jan Lambert však zemřel již v roce 1669 ve věku 24 let, jediný syn Jan Maxmilián zemřel v roce 1683 ve věku třinácti let. Poručnickou správu vedla matka Anna Marie Františka, která krátce po ovdovění prodala značnou část rodového majetku (Bělohrad v roce 1669 Valdštejnům a Dymokury v roce 1673 Colloredům). Hostinné zdědila nejprve dosud žijící Sibyla, po její smrti 1687 pak Anna Marie Františka, která je přinesla jako vklad do druhého manželství s Václavem Norbertem Oktaviánem Kinským.
Vilémova sestra Anna Catharina de Lamboy (1609–1675) byla řeholnicí řádu cisterciaček, stala se abatyší opatství Herkenrode v Hasseltu v Belgii. Bratr Jiří († 1641) také sloužil v císařské armádě a stal se plukovníkem a majitelem pluku.